# Lin Hei'er
Lin Hei'er (1870/1871-1900), fue una rebelde china durante la Rebelión de los Bóxers, conocida como el Loto Amarillo Madre Santa del Yihetuan.
Lin Hei'er era una prostituta y acróbata con conocimientos dentro de las artes marciales que se convirtió en miembro del Yihetuan. Durante la Rebelión de los Bóxers, organizó y mandó la Unidad Linterna Roja de mujeres soldado en Tianjin. 

## Vida
Nacida en un bote de pesca, prostituta y acróbata callejera desde apenas alcanzar la pubertad, se casó muy joven con Li Youchuan, que fue arrestado por soldados británicos durante una redada contra el tráfico de opio y murió en prisión. Furiosa contra los extranjeros, se unió a los rebeldes del Yihetuan. Una vez entrenada en las artes marciales, formó a las reclutas femeninas y fundó la Unidad Linterna Roja de jóvenes mujeres soldado, por el color de sus ropas. Con las viudas formó la Unidad Linterna Azul y con las ancianas la Unidad Linterna Negra, además de la Unidad Linterna Cacerola de cocineras que se encargaban de alimentar a las tropas rebeldes. Reclutó en sus filas a prostitutas, mendigas y campesinas y rechazó a las mujeres acomodadas de inútiles "pies de loto".
En julio de 1900 una fuerza combinada de Austria, Francia, Alemania, Gran Bretaña, Italia, Japón, Rusia y los Estados Unidos descendió sobre Pekín y Tianjin a sangre y fuego. Lin Hei'er y otros líderes fueron capturados a pesar de su feroz resistencia el 14 de julio de 1900, cuando las tropas imperiales que en secreto ayudaban a los rebeldes, los abandonaron a su suerte. Se desconoce su destino final. Probablemente fue juzgada y ejecutada, aunque convertida en una heroína popular, las canciones populares proclamaban que sobrevivió. Un monumento en su honor fue erigido en 1994 cerca de su lugar de nacimiento.